# 바이빙
바이빙(白冰, 1986년 5월 2일 ~ )은 중국의 배우 및 가수이다.

## 출연작

### 드라마
- 2010년 안후이 위성 텔레비전 해돈제일극장 《홍루몽》 - 설보채 역
- 2010년 CCTV-8 황금강당극장 《신화》 - 옥수공주 역
- 2011년 안후이 위성 텔레비전 해돈제일극장 《수상유격전》 - 딩쉐이메이 역
- 2011년 후난위성텔레비전 금응독파극장 《후궁쟁패》 - 무풍연 역
- 2012년 후난위성텔레비전 금응독파극장 《궁쇄주렴》 - 무빈 송씨 역
- 2013년 동방 위성 텔레비전 동방극장 《수당연의》 - 소미랑 역
- 2013년 장쑤 위성 텔레비전 행복극장 《상화화상호접》 - 쇼허 역
- 2015년 랴오닝방송 북방극장 《혼전협의》 - 추정 역
- 2015년 후난위성텔레비전 찬석독파극장 《소년사대명포》 - 구미호 역
- 2015년 안후이 위성 텔레비전 해돈제일극장 《니시아적자매》 - 안정 역
- 2016년 CCTV-1 제일특약극장 《팽덕부원수》 - 치심 역
- 2016년 후난위성텔레비전 찬석독파극장 《환성 : 신들의 전쟁》 - 소녀연희 역
- 2016년 유쿠 웹드라마 《비도우견비도》 - 상관선 역
- 2017년 PPLive 웹드라마 《태극종사지태문》 - 양사락 역
- 2017년 베이징 텔레비전 신극장 《통천적인걸》 - 모용운 역
- 2017년 아이치이 웹드라마 《봉황무쌍 : 천루의 전설》 - 장애 역
- 2018년 장쑤 위성 텔레비전 행복극장 《남방유교목》 - 웬디 역
- 2018년 저장 위성 텔레비전 중국람극장 《애정진화론》 - 허신 역
- 2018년 아이치이 웹드라마 《원생지죄》 - 우원쉬엔 역
- 2019년 저장 위성 텔레비전 중국람극장 《부등년대》 - 랴오이메이 역
- 2020년 아이치이 웹드라마 《빈변불시해당홍》 - 지앙멍핑 역
- 2021년 아이치이 웹드라마 《려가행》 - 교비 역
- 2021년 베이징 텔레비전 품질극장 《명수사관 유용전》 - 김완아 역
- 2022년 동방 위성 텔레비전 동방극장 《청규아총감》 - 한이멍 역
- 2022년 아이치이 웹드라마 《초시공라만사 : 시공을 초월한 로맨스》 - 천무무 역